# Glycaspis egregia
Glycaspis egregia är en insektsart som beskrevs av Moore 1970. Glycaspis egregia ingår i släktet Glycaspis och familjen rundbladloppor. Inga underarter finns listade i Catalogue of Life.